# Phyllopetalia stictica
Phyllopetalia stictica – gatunek ważki z rodziny Austropetaliidae. Występuje na południowym zachodzie Ameryki Południowej – jest endemitem środkowej części Chile; jego zasięg występowania rozciąga się od regionu Valparaíso na południe przez Region Metropolitalny Santiago, Maule, Biobío, Araukania po region Los Lagos.